# Comando de Combate Aéreo
El Comando de Combate Aéreo (en inglés: Air Combat Command; ACC) es uno de los principales comandos de la Fuerza Aérea de los Estados Unidos. El cuartel general de este comando se encuentra en la Base de la Fuerza Aérea Langley, en el estado de Virginia.

## Misión

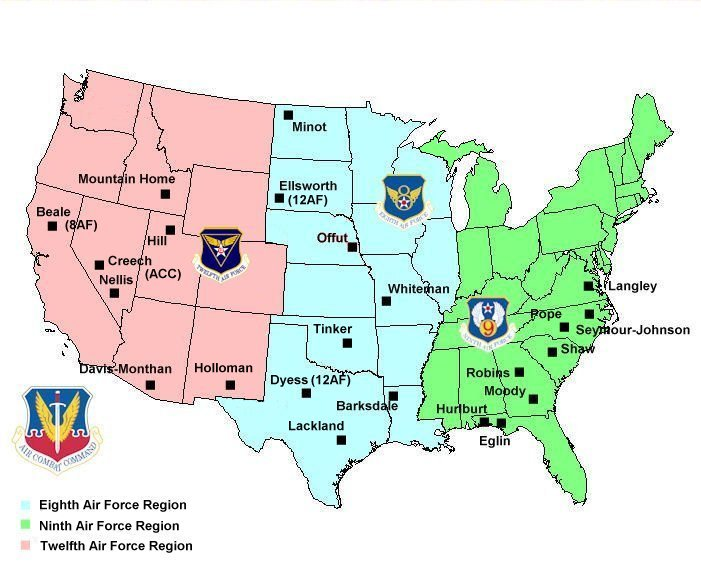
Mapa de las bases del Comando Aéreo de Combate.

El Comando Aéreo de Combate es la principal fuerza que posee la USAF, este comando para desarrollarse como una fuerza operativa a nivel mundial opera unidades de combate, bombardeo, reconocimiento, guerra electrónica, etc. El Mando Aéreo de Combate también proporciona mando, control, comunicaciones e inteligencia, y lleva a cabo operaciones de información mundial.
Como la principal fuerza de la USAF el Mando Aéreo de Combate organiza, entrena, equipa y se mantiene listo para luchar contra las fuerzas de despliegue rápido y el empleo, garantizando al mismo tiempo que las fuerzas aéreas estratégicas de defensa estén listas para afrontar los retos de la paz, la soberanía, guerra y la de defensa aérea.
El Mando Aéreo de Combate se compone aproximadamente de 109 000 personas (militares 98 000, y unos 11 000 civiles).

## Alas y grupos
El Comando Aéreo de Combate se agrupa de la siguiente forma:

### Centro de Guerra de la Fuerza Aérea de Estados Unidos (USAFWC)
Sede: Base Aérea de Nellis AFB, Nevada.
- Ala N.º 53, Base Aérea de Eglin AFB, Florida.
- Ala N.º 57, Base Aérea de Nellis AFB Nevada.
- Ala N.º 98, Base Aérea de Nellis AFB Nevada.
- Ala de Base Aérea N.º 99, Base Aérea de Nellis AFB Nevada.
- Ala de Comando y Control N.º 505, Hurlburt Field, Florida.

### 1.ª Fuerza Aérea (Guardia Aérea Nacional)
Sede: Base Aérea de Tyndall AFB, Florida.
- Sector Aéreo de Defensa Este, Rome, Nueva York.
- Sector Aéreo de Defensa Oeste, Base Aérea de McChord AFB, Washington.
- Escuadrón de Defensa Aérea N.º 701, Base Aérea de Tyndall AFB, Florida.
- Escuadrón de Sistemas Computacionales N.º 702, Base Aérea de Tyndall AFB, Florida.
- Escuadrón de Control Aéreo N.º 722, North Bay, Canadá.

### 9.ª Fuerza Aérea
Sede: Base Aérea de Shaw AFB, Carolina del Sur.
- Ala de Combate N.º 1, Base Aérea de Langley AFB, Virginia.
- Ala de Combate N.º 4, Base Aérea de Seymour Johnson AFB, Carolina del Norte.
- Ala de Combate N.º 20, Base Aérea de Shaw AFB, Carolina del Sur.
- Ala N.º 23, Base Aérea de Moody AFB, Georgia.
- Ala de Combate N.º 33, Base Aérea de Eglin AFB, Florida.

### 12.ª Fuerza Aérea
Sede: Base Aérea de Davis-Monthan AFB, Arizona.
- Ala de Bombardeo N.º 7, Base Aérea de Dyess AFB, Texas.
- Ala de Bombardeo N.º 28, Base Aérea de Ellsworth AFB, Dakota del Sur.
- Ala de Combate N.º 49, Base Aérea de Holloman AFB, Nuevo México.
- Ala de Combate N.º 355, Base Aérea de Davis-Monthan AFB, Arizona.
- Ala de Combate N.º 366, Base Aérea de Mountain Home AFB, Idaho.
- Ala de Combate N.º 388, Base Aérea de Hill AFB, Utah.
- Ala N.º 432, Base Aérea de Creech AFB, Nevada.

## Aeronaves
Bombardeos
- Rockwell B-1 Lancer.
- Northrop Grumman B-2 Spirit.
- Boeing B-52H Stratofortress.

Aviones de caza
- Fairchild Republic A-10 Thunderbolt II.
- McDonnell Douglas F-15 Eagle.
- McDonnell Douglas F-15E Strike Eagle.
- General Dynamics F-16 Fighting Falcon.
- Lockheed Martin F-22 Raptor.
- Lockheed F-117 Nighthawk.

Aviones de transporte y de control
- Lockheed C-130 Hercules.
- Boeing E-3 Sentry.
- Boeing E-4B Nightwatch.
- Boeing E-8 Joint STARS.

Aviones de reconocimiento
- Boeing OC-135;RC-135S/V/U;TC-135;WC-135
- Northrop Grumman RQ-4 Global Hawk
- Lockheed U-2/TR-1 Dragon Lady